# Ngara
× Ngara, (abreviado Ngara) en el comercio, es un híbrido intergenérico entre los géneros de orquídeas Arachnis × Ascoglossum × Renanthera. Fue publicado en Orchid Rev.  86(1021, cppo): 8 (1978).